# 無月站
無月站（：／ Muwol yeok */?）曾为韩国铁路京釜线上的一个车站，位于密阳站和美田信号场之间，启用时间不详，目前已废止。